# 古都にう
古都 にう（ふると にう）は日本の女性声優。主にアダルトゲームに声をあてている。

## 出演作品
太字は主役・メインキャラクター

### ゲーム

#### 2007年
- えんぜるぷらん（藤田美穂、涼子）

#### 2008年
- 放課後(狩) 〜少女たちの危険な遊び〜（ゆな）
- Rejuvenescence -リジュベネッセンス-（橋乃且羅）

#### 2009年
- 女剣士クラリス 〜淫虐の花嫁〜（ステラ・リンク[2]）
- DQIII RPG ALL STAR（賢者）
- DO YA DO !? 〜えっちなオーダー入りました!〜（そら）
- 奴隷闘士F BATTLE SLAVE FANTASIA
- ラッキー☆バード -エッチな幸運…これってホントにラッキーか!?-（天乃雛[3]）

#### 2010年
- 処女狩り 〜ロリータ少女の極姦市街地〜
- ついみこ 〜ツイてる巫女さんは男の子!?〜（ナミ、サナエ）
- ブル魔教淫 〜女生徒達の恥辱の放課後〜（関川祐希）

#### 2011年
- seal BEST collection2 -エロいっぱいの真心ギフトこれでいつでもH三昧!!-
- 天使のミルクタンク 〜ふたなりLLセット〜（ミルモ）
- 生ハメっ!! ロリータ撮影記（橘美咲）

#### 2012年
- J.Q.V 人類救済部 〜With love from isotope〜（宮本小鈴）
- ダンジョンブレイカー2（ルヴィア、マーメイド）
- 背徳せんせーしょん（白居茉莉花）
- 保健室では○学生に手を出し放題（谷原愛奈）
- ライムジュースを搾るように（ヤヨイ）
- ロリータ少女に変態性教育（桐瀬綾香）